# Tahoka
Tahoka er en amerikansk by og administrativt centrum for det amerikanske county Lynn County i staten Texas. I 2000 havde byen et indbyggertal på 2.910.
33°9′57″N 101°47′58″V / 33.16583°N 101.79944°V